# 中谷和夫
中谷 和夫（なかたに かずお、1936年1月 - 2020年5月24日）は、日本の心理学者、東京大学名誉教授。

## 経歴
1959年東大文学部心理学科卒、1966年同大学院博士課程中退、京都大学教養部助教授、東大文学部教授、1976年「心理学における数学的方法の基礎 パターン知覚過程の情報処理モデル・モーメントロンの提案」で文学博士、1996年定年退官、専修大学教授、2006年退職。数学的方法を用いた知覚心理学が専門。

## 著書
- 線形数学 新曜社 1977年4月 (社会科学・行動科学のための数学入門)
- 多変量解析 新曜社 1978年10月 (社会科学・行動科学のための数学入門)

## 翻訳
- システム論的連想記憶 情報工学・心理学のために T.コホネン サイエンス社 1980年10月

## 論文
- 国立情報学研究所収録論文 国立情報学研究所

## 参考
- 中谷和夫教授 履歴・業績『専修人文論集』2006-03